# Hydrotaea obscurifrons
Hydrotaea obscurifrons är en tvåvingeart som först beskrevs av Curtis W. Sabrosky 1949.  Hydrotaea obscurifrons ingår i släktet Hydrotaea och familjen husflugor. Inga underarter finns listade i Catalogue of Life.